# Antonio Fuentes y Zurita
Antonio Fuentes y Zurita (Sevilla, 15 de març de 1869 - Sevilla, 9 de maig de 1938) fou un torero espanyol que formà part de les quadrilles dels toreros Francisco Arjona Reyes, Currito i de Cara-Ancha. Va prendre l'alternativa a Madrid el 17 de setembre de 1893, tenint com padrí a Fernando Gómez García, El Gallo. Com torero va competir amb Luis Mazzantini i Rafael Guerra Bejarano Guerrita, aquest va dir de Fuentes: Després de mi ningú i després de ningú, Fuentes.